# دهستان آگاهان
دهستان آگاهان نام دهستانی در بخش کلیائی شهرستان سنقر، استان کرمانشاه در ایران است. براساس سرشماری مرکز آمار ایران در سال ۱۳۸۵، جمعیت آن ۵۰۶۱ نفر (۱۱۴۲ خانوار) بوده‌است.